# 1123
1123 (MCXXIII) var ett normalår som började en måndag i den julianska kalendern.

## Händelser

### Augusti
- 29 augusti – När Öystein Magnusson, som är den ene av Norges båda samregerande kungar, dör blir den kvarvarande, hans bror Sigurd, ensam kung av Norge.

### Okänt datum
- Norske kung Sigurd Jorsalafarare företar ett krigståg, det så kallade Kalmare ledung, mot Kalmarsund, vilket ger rikt byte (bland annat 1 500 kreatur).
- Ärkebiskopen av Hamburg-Bremen viger Siward till biskop i Uppsala, trots att Uppsala lyder under Lund, vilket upprör ärkebiskopen där.
- Blivande furst Vsevolod av Republiken Novgorod genomför ett krigståg till Tavastland, varvid karelerna omnämns som Novgorods bundsförvanter.
- Första laterankonciliet äger rum.
- Kryptans högaltare i Lunds domkyrka invigs.
- Sutoku efterträder Toba på Japans tron.

## Födda
- 29 mars – Shizong, kinesisk kejsare.

## Avlidna
- 9 februari – Otto den rike av Ballenstedt, tysk greve
- 29 augusti – Öystein Magnusson, kung av Norge sedan 1103.